# Bois-Guillaume
Bois-Guillaume is een gemeente in het Franse departement Seine-Maritime in de regio Normandië en telt 11.968 inwoners (1999). De plaats maakt deel uit van het arrondissement Rouen.
Op 1 januari 2012 fuseerde de aangrenzende gemeente met Bihorel tot een nieuwe gemeente Bois-Guillaume-Bihorel. Op 1 januari 2014 werd deze fusie weer ongedaan gemaakt.

## Geografie

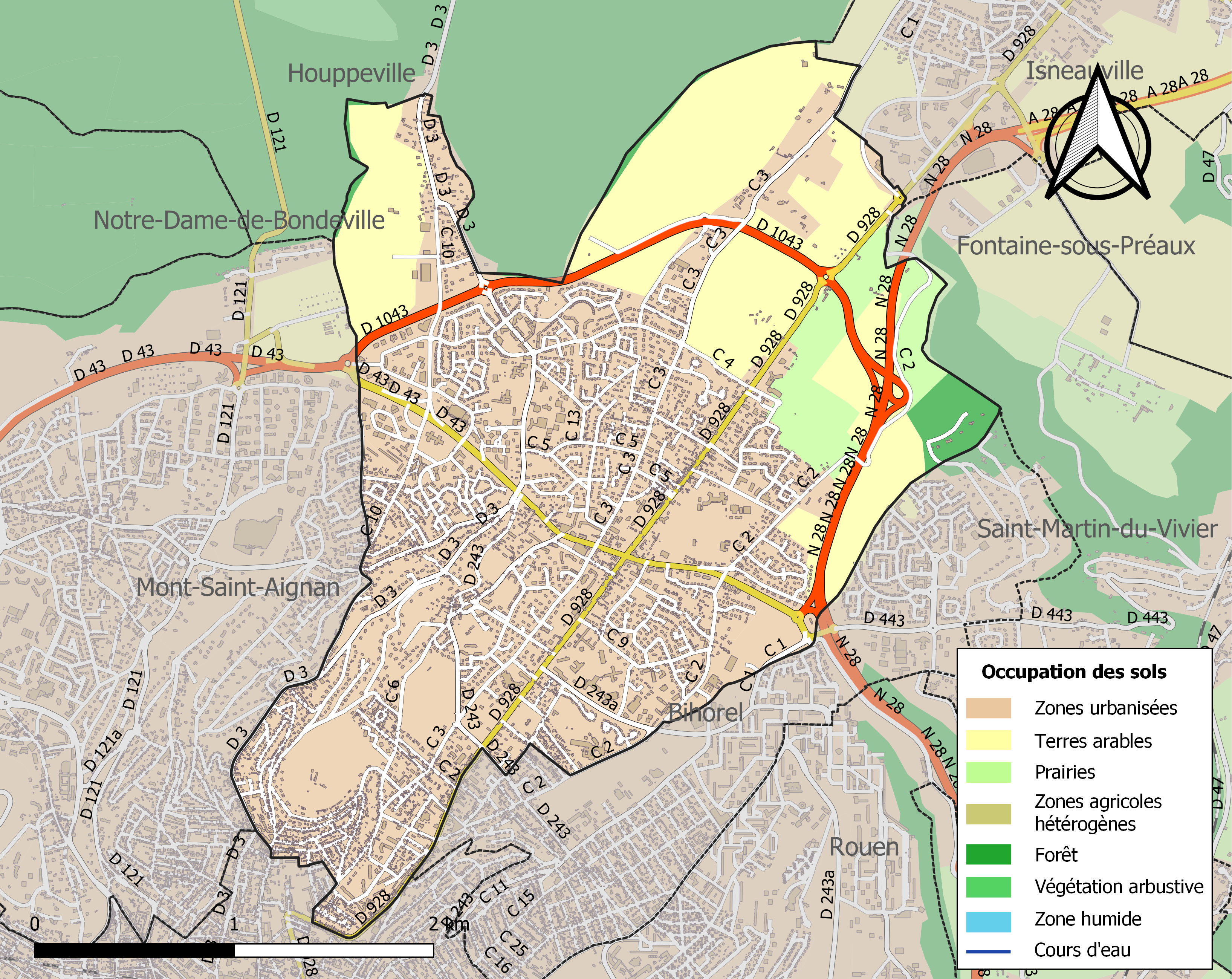
Kaart van de gemeente met de belangrijkste infrastructuur, bodemgebruik en omliggende gemeenten

De oppervlakte van Bois-Guillaume bedraagt 8,8 km², de bevolkingsdichtheid is 1360,0 inwoners per km².

## Demografie
Onderstaande figuur toont het verloop van het inwonertal.

## Geboren
- Ray Franky (1917-2002), Vlaams charmezanger
- Jean Chapot (1930-1998), Frans filmregisseur

## Overleden
- Micheline Ostermeyer (1922-2001), Franse atlete en pianiste